# Barilium
Barilium (лат., буквально — «тяжёлая кость») — род птицетазовых динозавров из семейства Iguanodontidae, инфраотряда орнитопод, живших в раннемеловую эпоху (140,2—125,45 млн лет назад) на территории современной Великобритании. Представлен единственным видом — Barilium dawsoni.

## Описание
В длину мог достигать до 8 метров. Всего известно окаменелости четырёх скелетов, найденных в глиняном карьере Шорден (англ. Shornden Quarry), в графстве Восточный Суссекс, Англия, в слоях песчаника формации Уодхерст-Клэй (англ. Wadhurst Clay Formation; нижний валанжин). Название Barilium происходит от древнегреческого слова «barys» — «тяжёлый» и «os ilium» — латинское название подвздошной кости.

## Систематика и классификация
Barilium впервые описал как вид игуанодона (Iguanodont dawsoni) Ричард Лидеккер в 1888 году. Видовое название было дано в честь Чарльза Доусона, который первым обнаружил ископаемые остатки.
В 2010 году Дэвид Норман выделил этот вид в качестве отдельного рода, из-за чего название вида сменилось на Barilium dawsoni. Он поместил род Barilium в базальное положение в клады Iguanodontia, но с оговоркой, что ископаемого материала слишком мало для точной идентификации. Он же в 2014 году после увеличения материала за счёт синонимизации двух родов уточнил положение до семейства Iguanodontidae.

### Синонимы вида
По данным сайта Fossilworks на июль 2016 года в синонимику единственного вида входят 2 независимо описанных таксона и 2 комбинации:
- Iguanodon dawsoni Lydekker, 1888
- Kukufeldia tilgatensis  McDonald et al., 2010
- Sellacoxa pauli Carpenter & Ishida, 2010
- Torilion dawsoni (Lydekker, 1888)

В 1848 году Гидеон Мантелл (Gideon Mantell) определил образец NHMUK 28660, найденный около городка Какфилд (Cuckfield) и состоящий из нижней челюсти, как принадлежащий виду Iguanodon anglicus. В 2010 году Макдональд с коллегами заявили, что голотип вида BMNH 2392 (зубы) не может быть идентифицирован, в связи с чем сам вид признан nomen dubium. Также не было найдено сходства между зубами и нижней челюстью, в результате чего Макдональд с коллегами на основе образцов NHMUK 28660 выделили новый род и вид — Kukufeldia tilgatensis. Родовое название Kukufeldia образовано от средневекового города Kukufeld (ныне Какфилд), а видовое — от городка Тилгейт (Tilgate) в графстве Западный Суссекс (Англия). Дэвид Норман в своей работе 2013 года о систематики игуанодонтов показал, что это название — младший синоним Barilium dawsoni.
В 2010 году Кеннет Карпентер и Юсукэ Исида описали вид Sellacoxa pauli по голотипу BMNH R 3788, состоящему из почти полной правой подвздошной кости, лобковой кости и седалищной кости. Окаменелые остатки обнаружены в формации Уодхерст-Клэй. Родовое название образовано лат. sella — седло и coxa — бедро, ссылаясь на седловиднообразный форму подвздошной кости, а видовое название дано в честь Грегори С. Пола (Gregory S. Paul). В 2013 году Дэвид Норман показал, что это название — тоже младший синоним Barilium dawsoni.

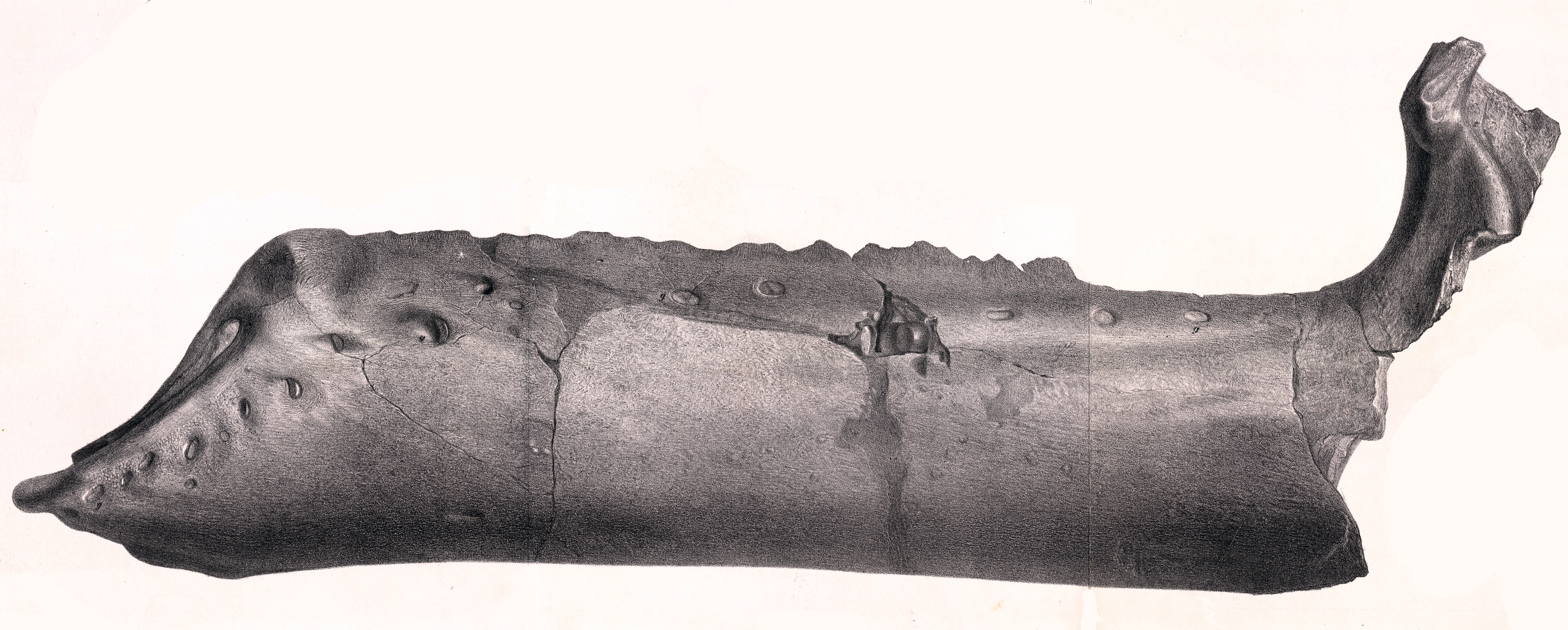
Типовой экземпляр Kukufeldia tilgatensis, часть нижней челюсти

В октябре 2010 года Кеннет Карпентер и Юсукэ Исида выделили Iguanodont dawsoni в новый род Torilion. Так как описание было сделано позже, чем у Дэвида Нормана, согласно принципу приоритета название стало младшим объективным синонимом рода Barilium.